# Potència del cos humà

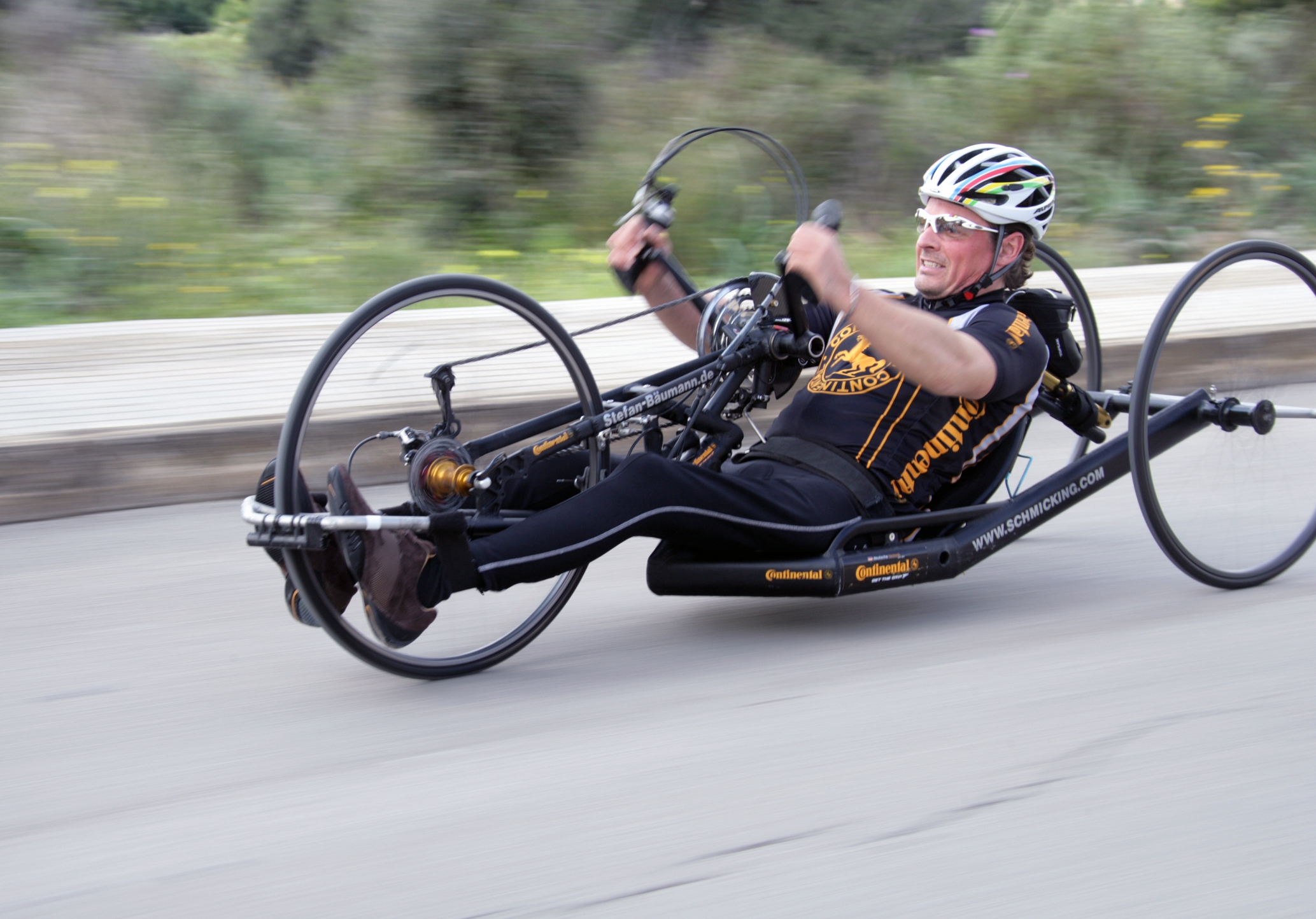
Tricicle accionat amb els braços.

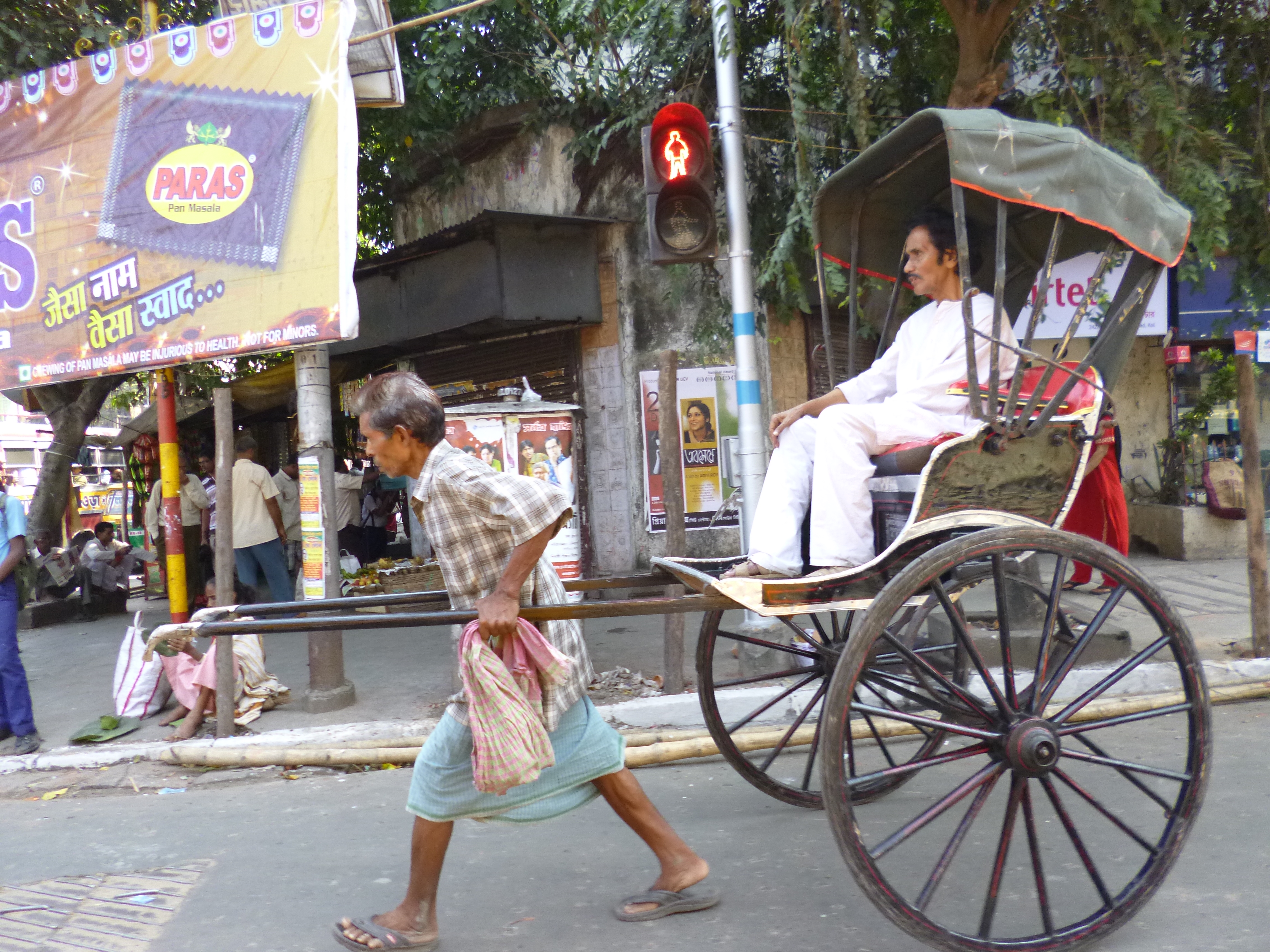
Rickshaw a Índia, 2012

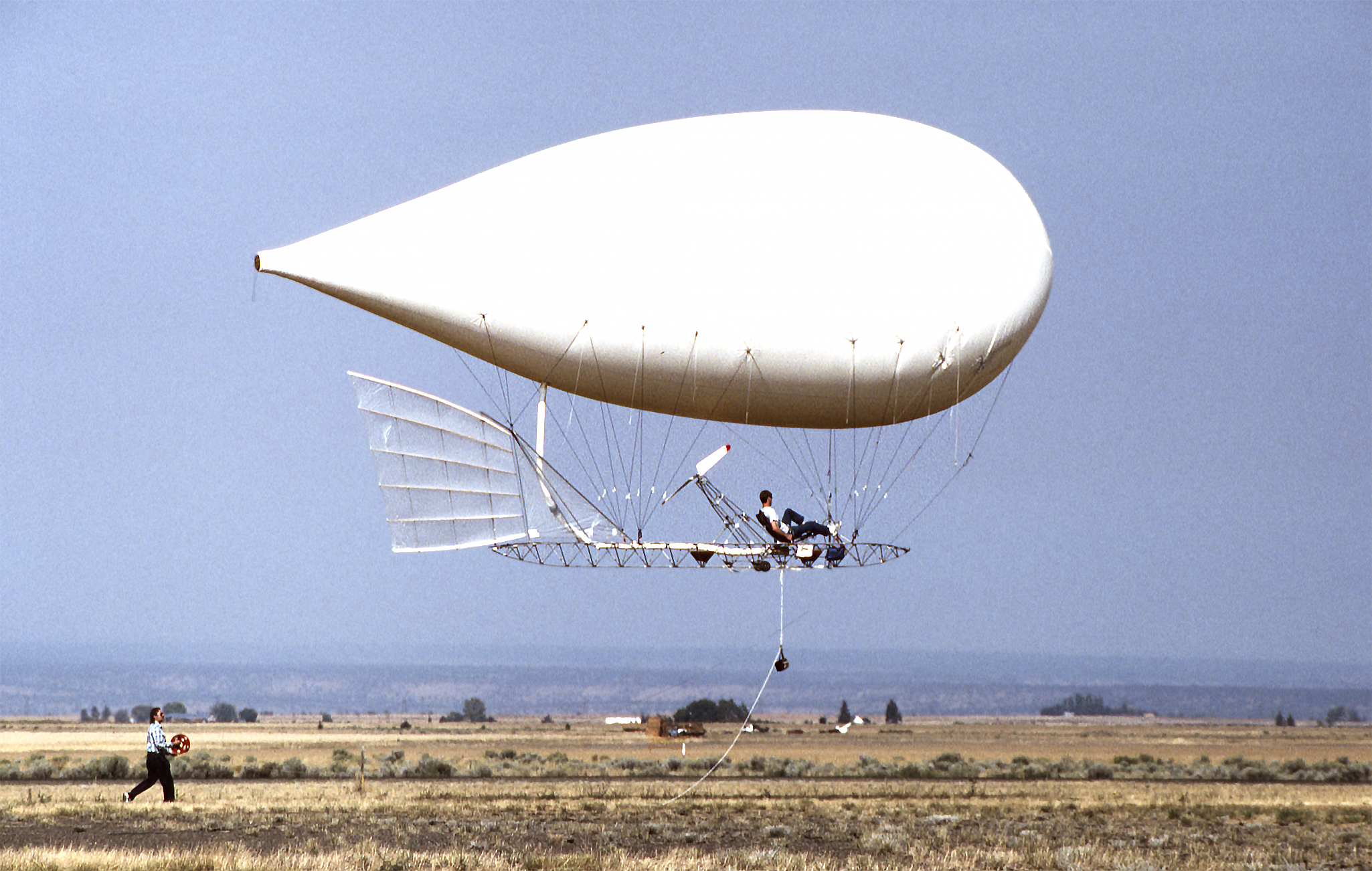
”White Dwarf”, dirigible mogut amb pedals.

La potència del cos humà és la capacitat d'efectuar un treball mecànic en un temps determinat. Considerat com un motor, el cos humà disposa d'un potència específica (variable en cada cas i segons el temps que calgui mantenir-la) que pot aprofitar de maneres diferents.

## Treball mecànic
El treball mecànic o energia és el resultat d'aplicar una força al llarg d'un cert espai. Aquest concepte fou introduït pel físic francès Gaspard Gustave de Coriolis.

## Potència
En física la potència és la quantitat de treball efectuat per unitat de temps. En el Sistema Internacional es mesura en watts; se sol representar amb la lletra P.
L'any 1783 James Watt  va introduir el horsepower com a unitat de mesura de la potència mecànica.

## Potència disponible
El metabolisme basal d'una persona es pot expressar en forma de potència i és de l'ordre de 80 watts.
Indica l'energia calorífica que emet el cos de la persona en situació de repòs.
En una jornada de vuit hores, una persona sana i activa que realitza un treball moderat (però intens i sense repòs) desenvolupa una potència mecànica de 75 watts. Durant una hora d'exercici físic intens la potència d'una persona varia entre 60 i 150 watts.
Un ciclista professional ben entrenat pot desenvolupar una potència de 1.000/1.100 watts en períodes molt curts. O mantenir una potència de 400 watts durant una hora.

### Aprofitament
Qualsevol activitat humana, especialment les accions de tipus predominantment físic, necessita un consum d'energia. L'energia arriba a l'organisme en forma d'aliment i es gasta (bàsicament) en energia mecànica produïda pels músculs i calor que es dissipa a l'exterior. (El consum energètic del cervell no es considera en la present presentació).
L'aprofitament de la potència disponible d'una persona, de les seves capacitats físiques, resulta de la seva dedicació a qualsevol activitat elegida o exigida per les circumstàncies. Aquest aprofitament pot efectuar-se:
- per acció directa, amb el cos nu i equipaments o eines simples (roba, sabates, guants, crampons…)
- mitjançant  accionaments mecànics (mecanismes, màquines, vehicles…)
- emmagatzemant l'energia en acumuladors

## Activitats

### Desplaçaments
Els desplaçaments d'una persona, sola o carregada, poden analitzar-se sota la classificació general de transports amb energia humana. Aquesta mena de transports poden ser:
- sense vehicle (propulsió humana sense vehicle)
- amb vehicles de propulsió humana

#### Desplaçaments sense vehicle
- Caminar
  - Sense càrrega
  - Amb una càrrega moderada
  - Amb una càrrega pesant
- Córrer
- Saltar
- Grimpar
- Escalar
- Nedar

#### Exemples històrics
- Els soldats d'infanteria romans, en campanya i en entrenaments (dos o tres cops cada mes) havien de caminar 20 milles diaries carregats amb totes les armes, menjar i tres o quatre estaques de fusta amb punxes per un costat. Les estaques permetien bastir una palissada i fortificar un campament (castrum) en molt poc temps.[5][6][7][8]
- Almogàvers. En el setge de Messina per part dels francesos, Pere el Gran trameté 2.000 almogàvers per a ajudar els sicilians. Caminaven tan de pressa que feren en tres dies un viatge de sis jornades.[9][10]
- Xerpes i altres portadors. Encara en temps actuals hi ha persones que transporten habitualment pesos molt grans.

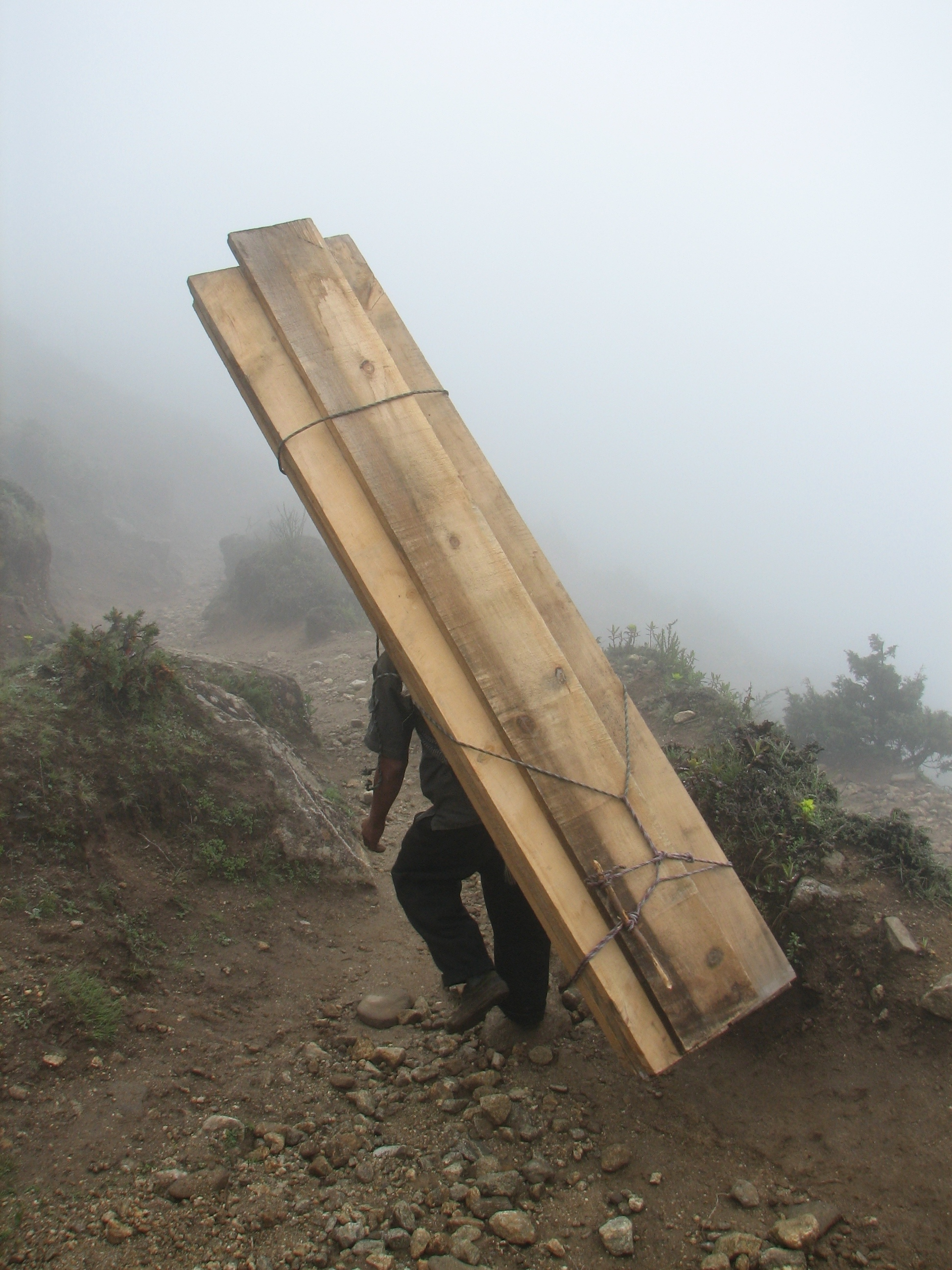
Portador xerpa carregant fustes cap a un campament base a l'Everest
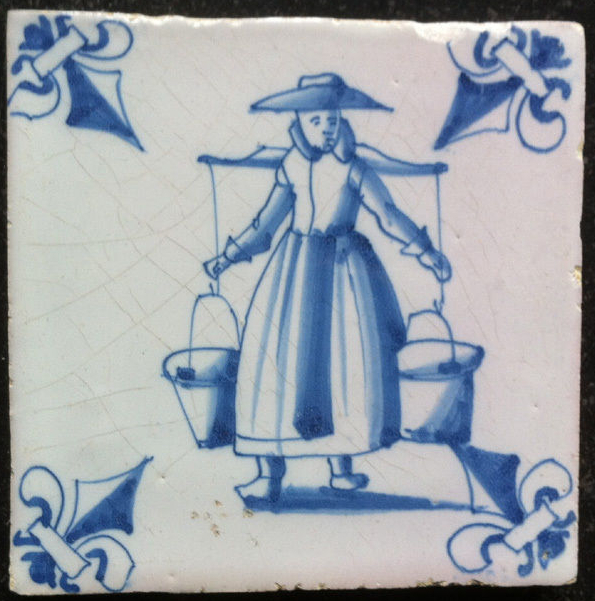
Rajola amb una dona carregant llet amb un collader rígid (Holanda)
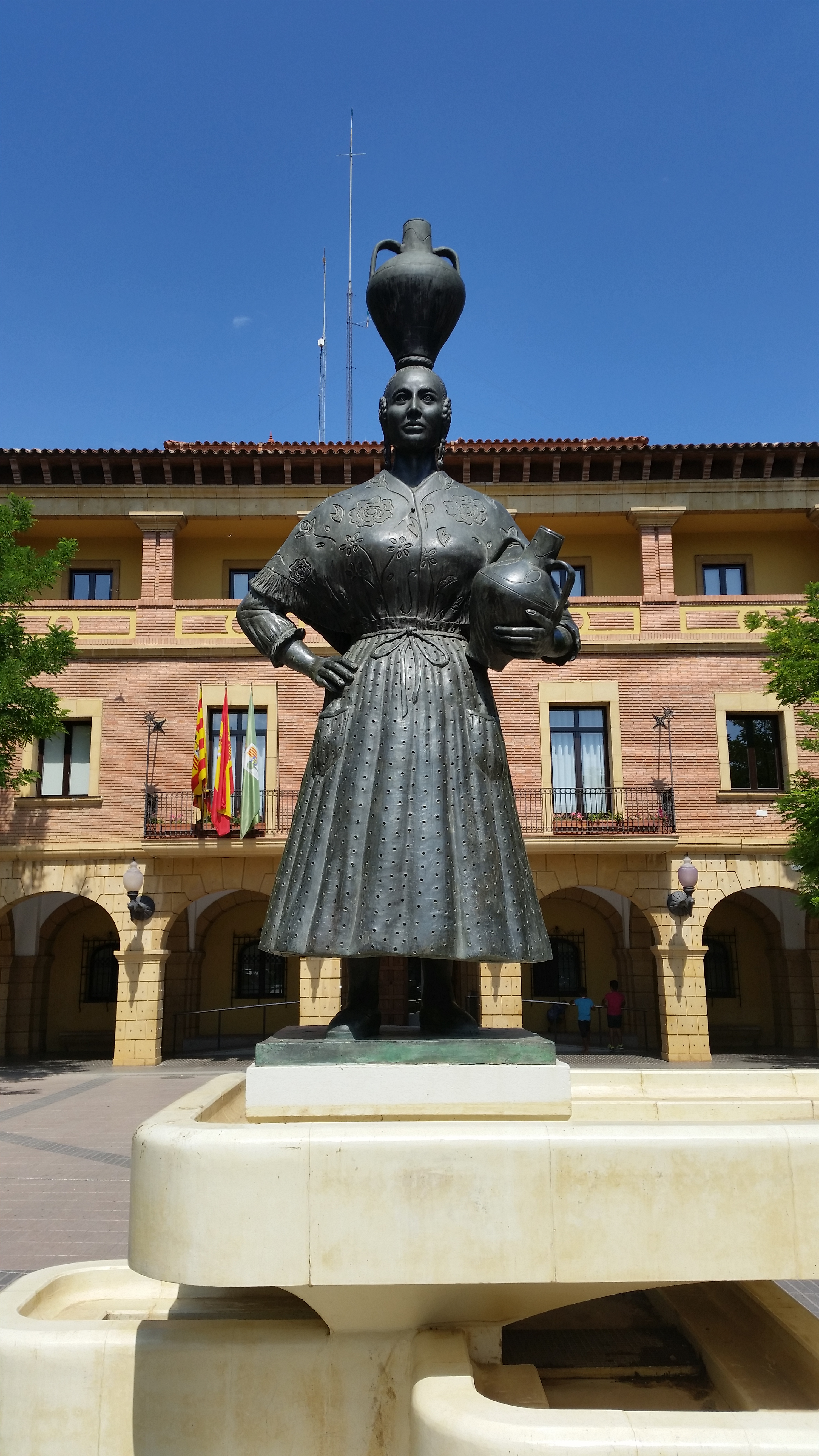
Estàtua d'una dona portant un càntir al cap (Fraga)
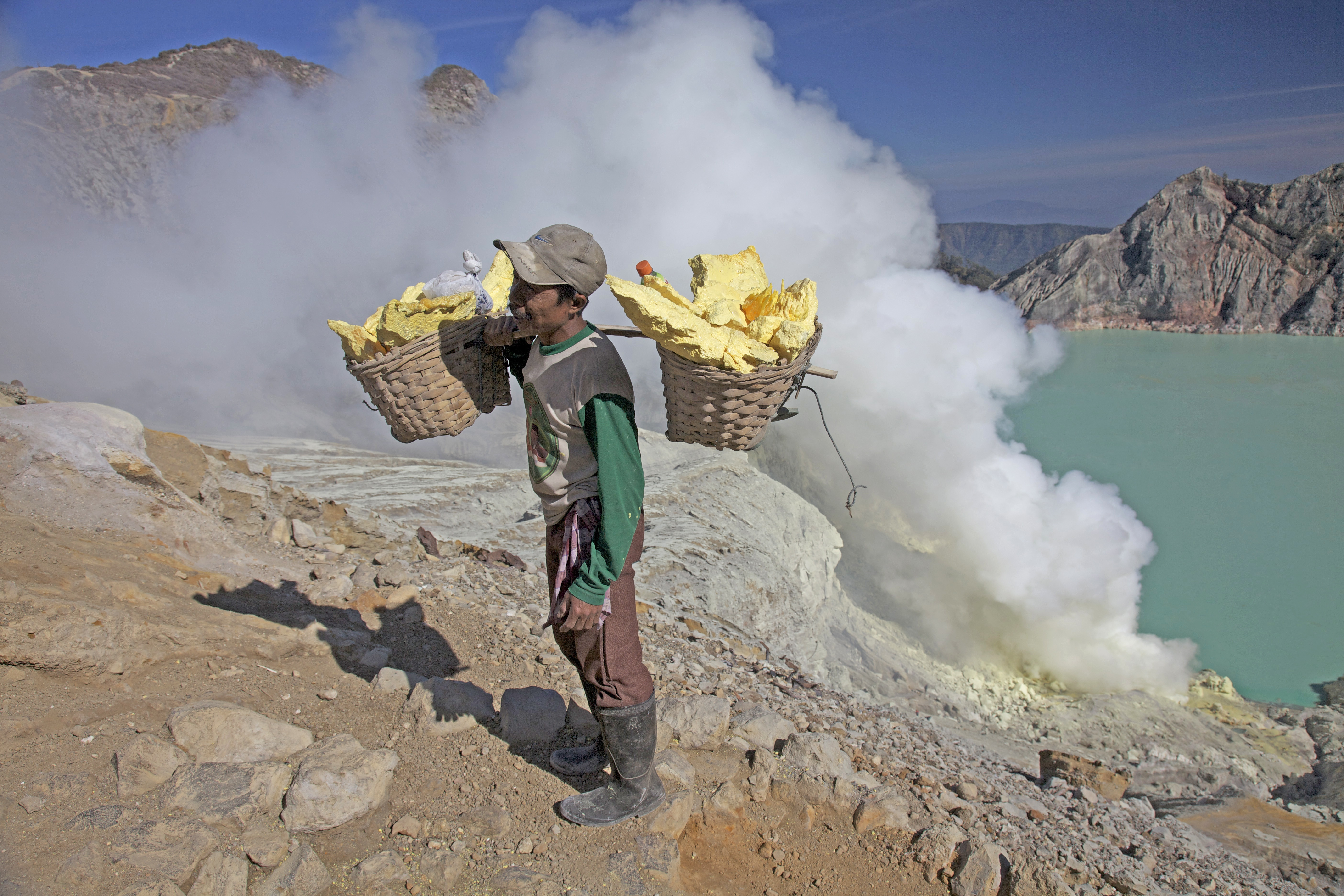
Home portant sofre amb un collader flexible (Indonèsia)

#### Desplaçament amb vehicles
Hi ha tota mena de vehicles moguts per energia humana. Per terra (bicicletes, patinets…), per aigua (canoes, gussis, patins de pedals, submarins…) i per aire (avions i helicòpters; també hi ha exemples de dirigibles amb propulsió humana).

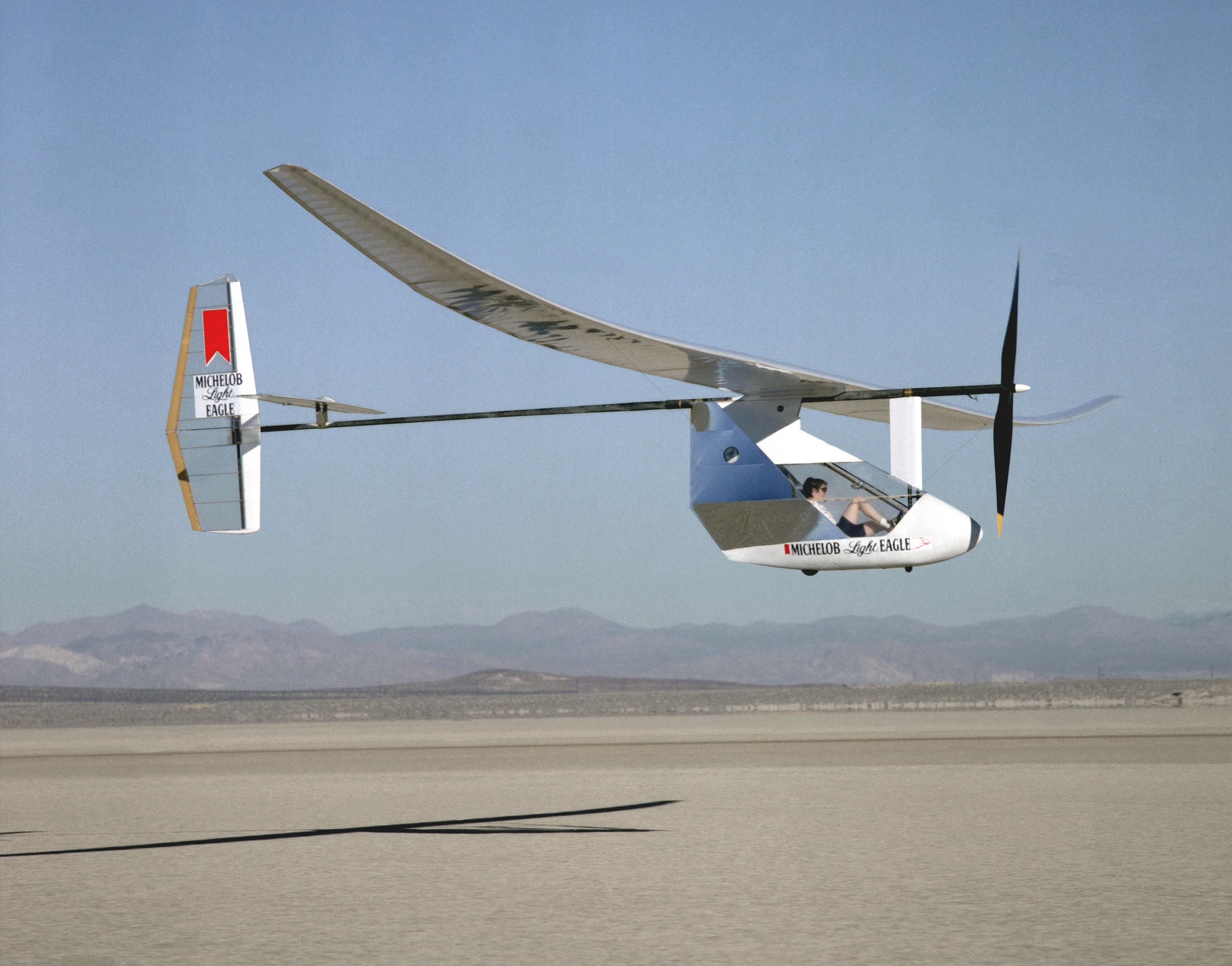
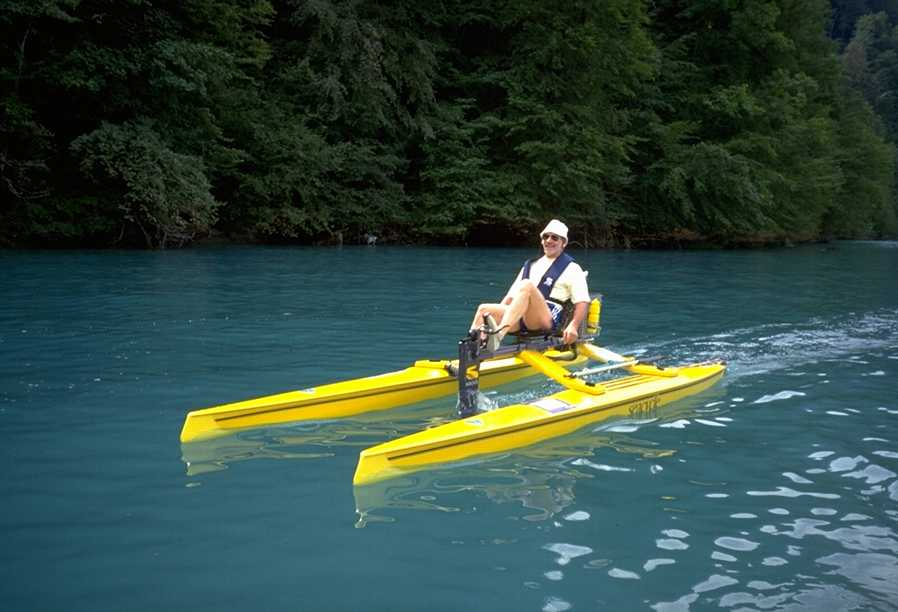
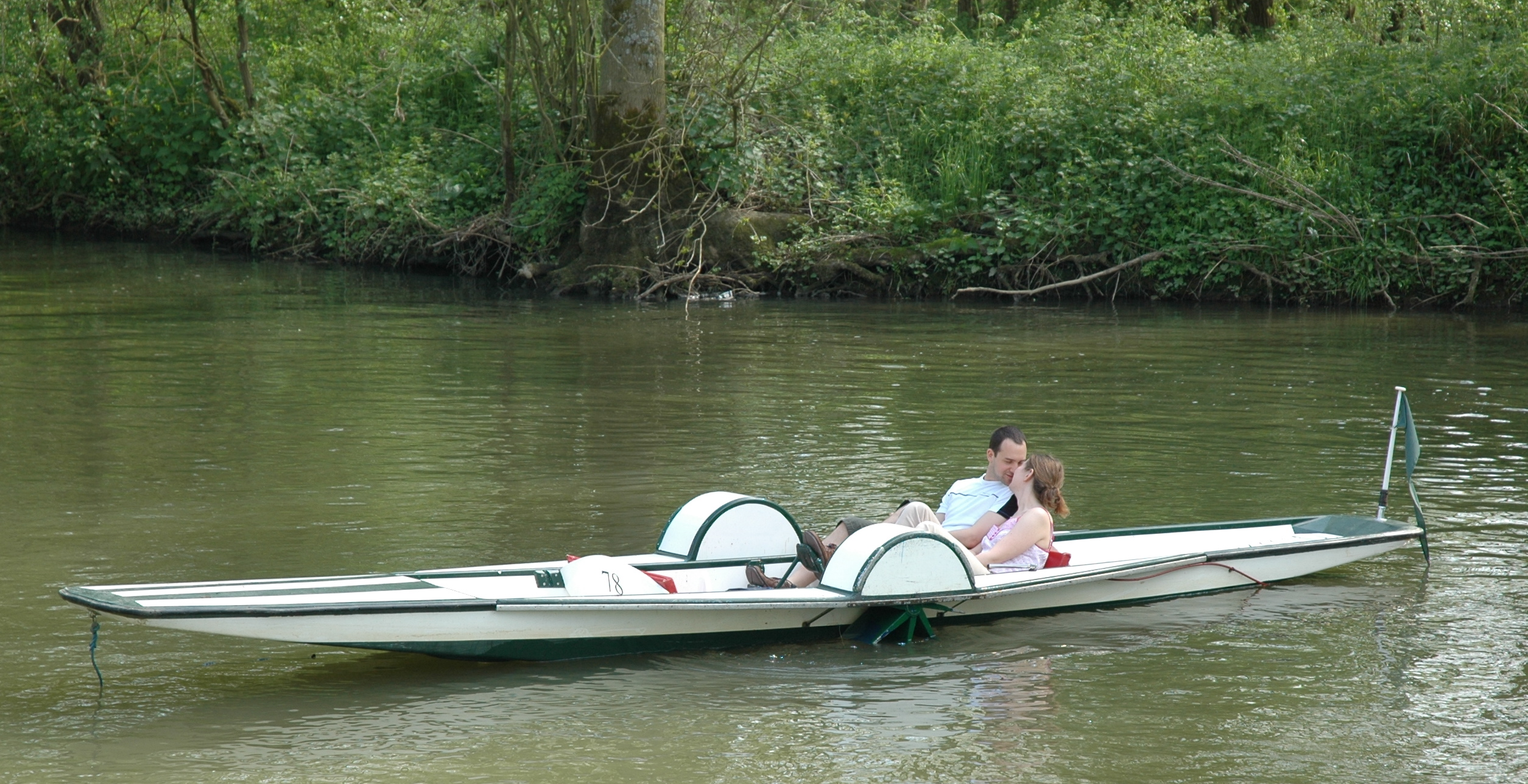

### Esports

#### Esports sense equipament auxiliar
- Curses d'atletisme

#### Esports amb equipament auxiliar
- Jocs de pilota
- Bitlles
- Cúrling
- Golf

## Armes
Moltes armes es basen en l'aplicació de l'energia humana.

## Equipaments accionats per energia humana

### D'accionament directe

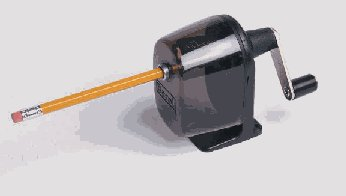
Maquineta de fer punta als llapis accionada amb maneta
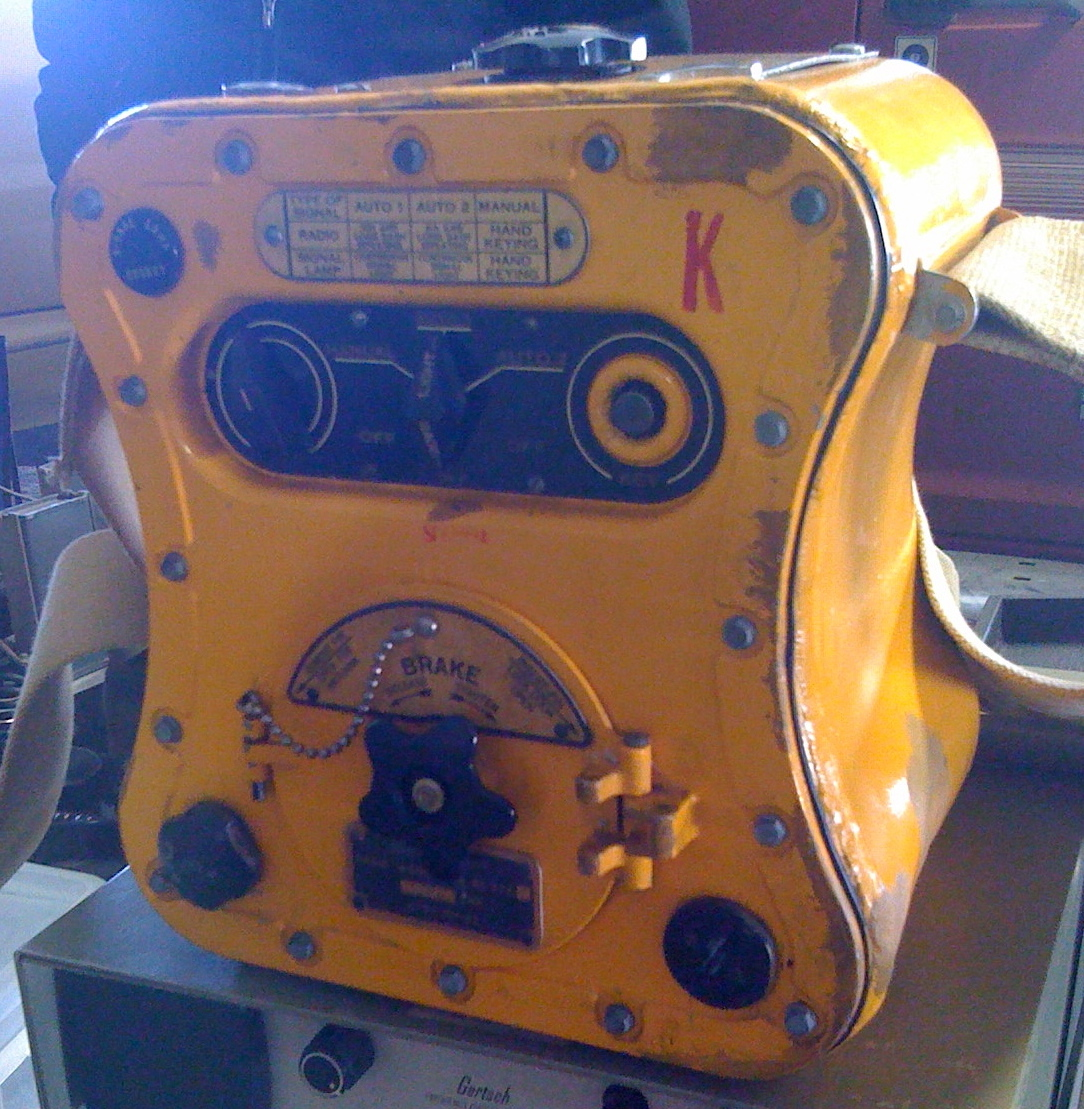
Radio emissor d'emergència. L'usuari la mantenia entre les cames (aprofitant la forma aguitarrada) i feia girar horitzontalment una maneta vertical (que no figura a la imatge).
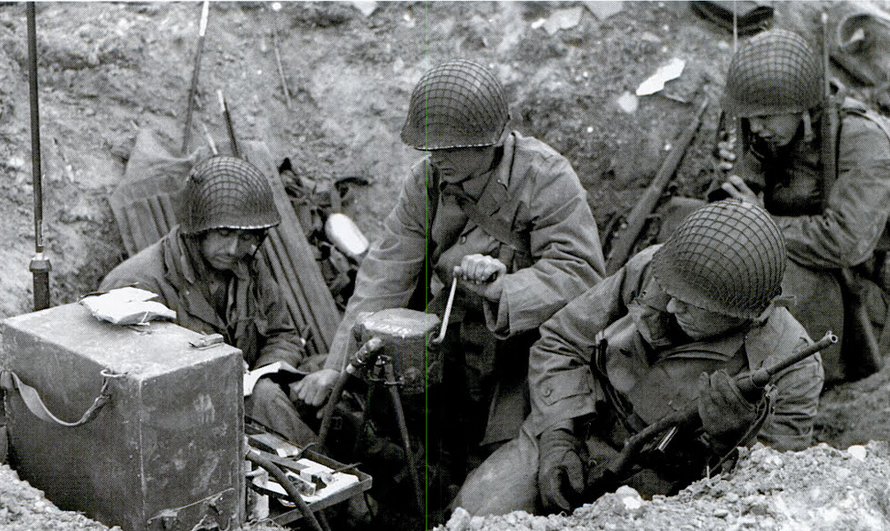
Generador elèctric accionat amb els braços (per a una radio-emissora)
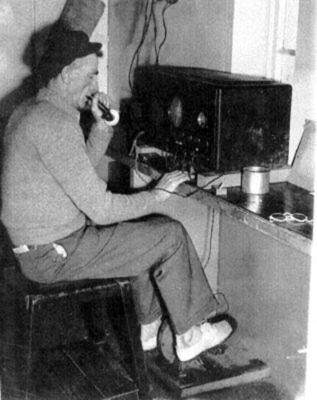
Generador elèctric accionat amb els peus (per a una radio-emissora)

### Amb acumuladors d'energia
L'energia humana aplicada a alguna mena d'acumulador permet ser usada en un moment posterior. També permet multiplicar la potència d'alguna aplicació (consumint en poc temps l'energia acumulada durant molta estona) o aplicar una força sobtada més gran que la de la persona (per exemple en una ballesta).
- L'energia mecànica pot acumular-se en forma d'energia potencial o d'energia cinètica. Un cop transformada, hi ha formes d'energia elèctrica, química i altres, que també poden emmagatzemar-se.

#### Aparells de corda

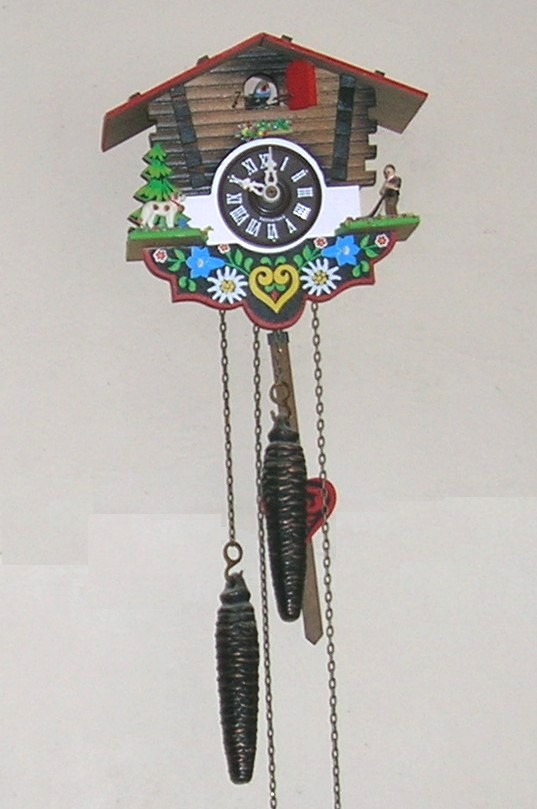
Rellotge de cu-cut amb mecanisme de peses.

Els aparells de corda foren molt populars abans de gran difusió de les piles elèctriques. Rellotges, caixes de música, fonògrafs,... El mecanisme és prou senzill. La persona fa girar una clau o una maneta de l'instrument. Aquesta acció fa tensar una molla d'acer dins de l'instrument i això acumula energia mecànica. Accionant el fiador de l'instrument, aquest s'engega i funciona fins que la molla es destensa del tot.
- Les expressions "mecanisme de corda" i "donar corda", associades sovint als mecanismes que emmagatzemen energia en una molla, prové dels sistemes mecànics dels rellotges antics (i alguns de moderns de pared) que funcionaven amb una pesa. L'energia potencial de la pesa, situada a una certa altura i penjada d'una corda, s'anava cedint quan baixava (sempre estirant de la corda). Cada un cert temps calia fer pujar la pesa, "donant-li corda".

#### Volants d'inèrcia
En certes aplicacions l'energia humana s'emmagatzema en volants d'inèrcia. La persona va impulsant i accelerant un volant que gira lliurement fins que aquest assoleix una velocitat adequada. Amb un sistema d'embragatge, aquesta energia acumulada pot aplicar-se sobtadament per a l'aplicació pre-determinada.
- Una de les aplicacions típiques del sistema anterior és l'engegament de motors de combustió interna. En motors petits l'arrencada manual directa és possible. En motors més grans cal acumular energia per a poder-los arrencar.[11]

#### Aigua elevada
L'acumulació d'aigua (o qualsevol material pesant) a una certa altura suposa una energia potencial. El seu aprofitament suposa que l'aigua caigui i es vagi "gastant".
- Una aplicació típica era en les clepsidres o rellotges moguts per aigua. Periòdicament calia omplir un dipòsit situat a un nivell superior.
- En cases antigues hi havia un sistema intern de distribució d'aigua basat en un dipòsit que calia omplir manualment.

#### Aire a pressió
L'aire comprimit és una forma d'energia potencial.
- Una aplicació senzilla és la dels instruments anomenats sacs de gemecs. El músic bufa i omple el sac de pell. Pitjant un plec del sac, impedeix que l'aire surti per l'entrada del sac (com en una vàlvula antiretorn). Amb el braç va pitjant el sac i comprimint l'aire sense bufar contínuament.
- Els cremadors de petroli a pressió funcionen comprimint aire. Aquest aire comprimit va impulsant el combustible cap al cremador, on es produeix la flama.

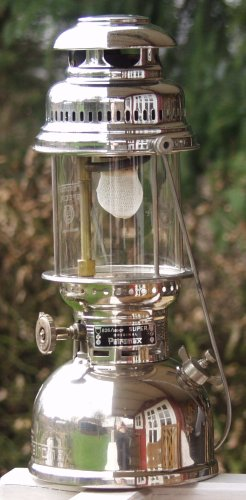
Làmpada Petromax, de querosè a pressió
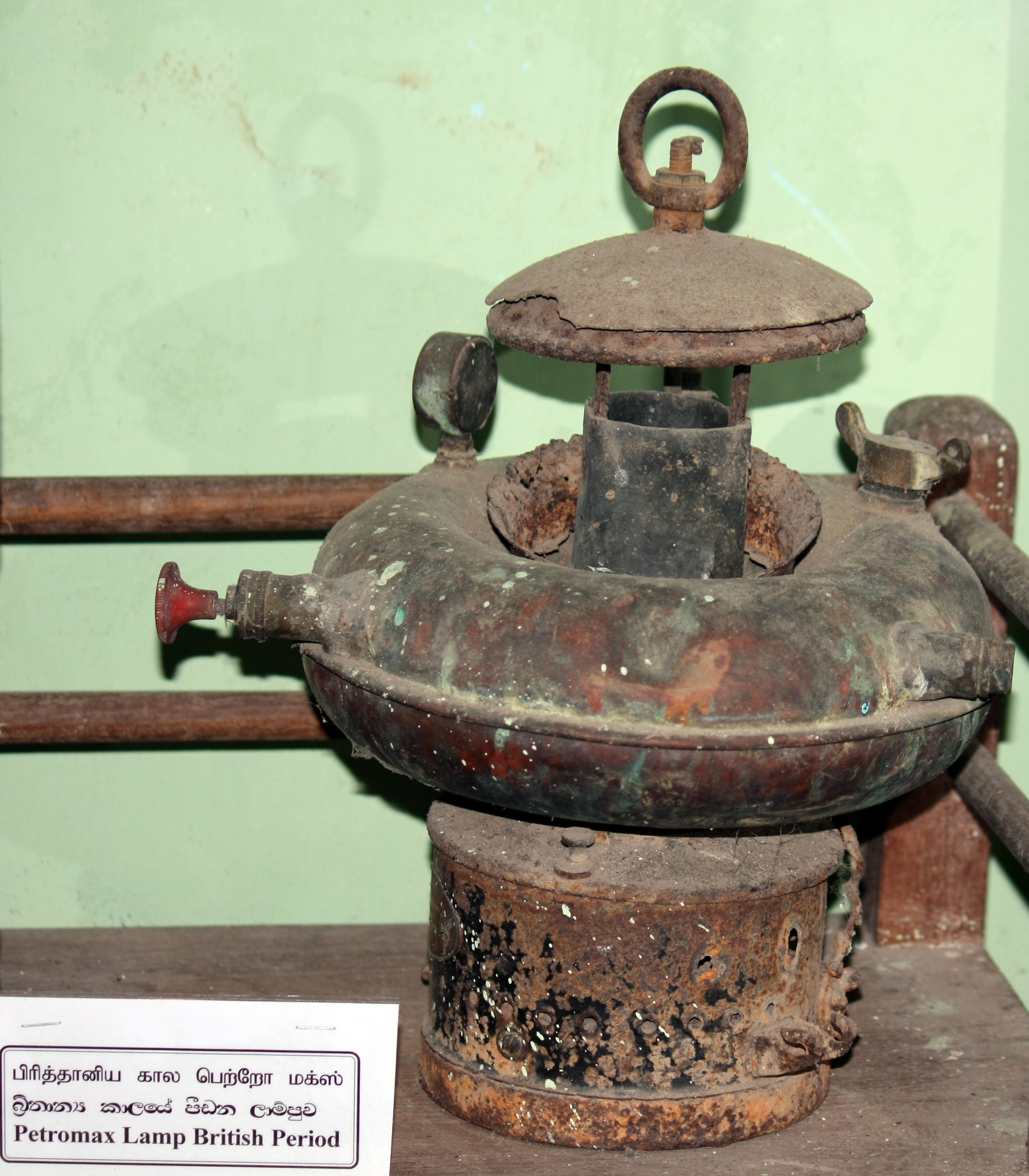
Antiga làmpada Petromax. El piu vermell correspon a la bomba d'aire
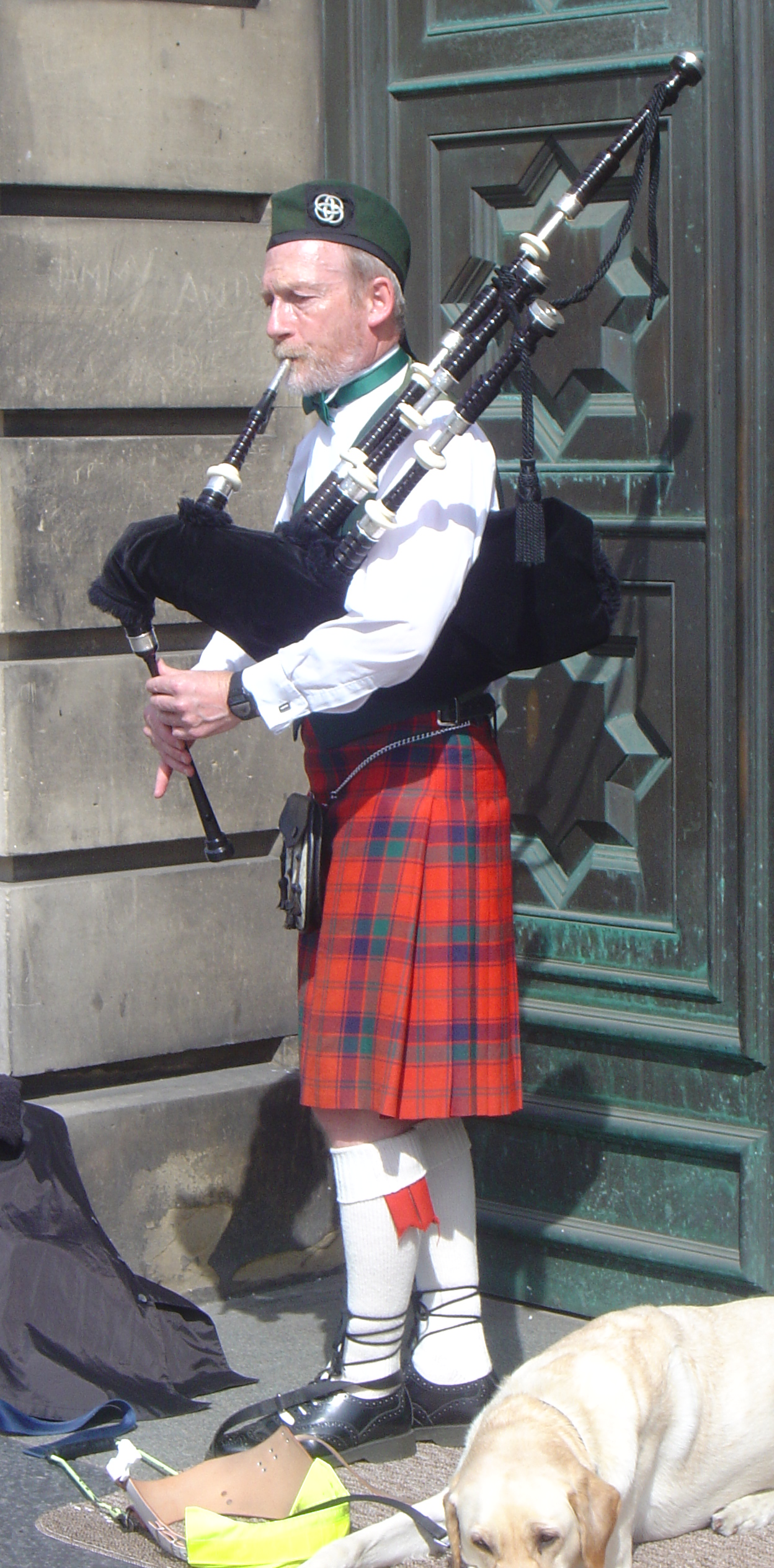
Gaiter escocès

## Equipaments d'emergència

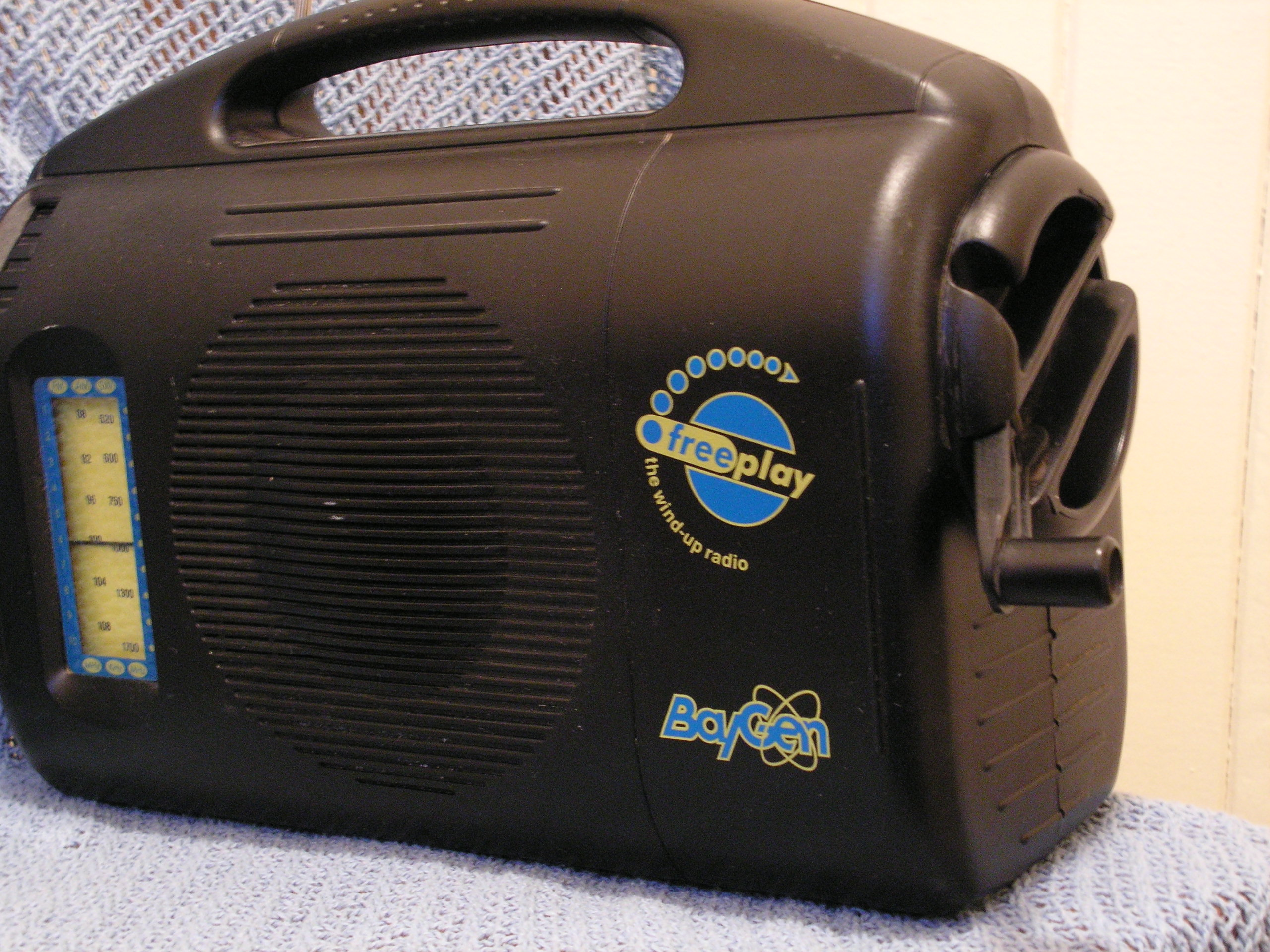
Radio amb mecanisme de corda. La maneta és en posició oberta, preparada per a donar corda.

En situacions de catàstrofe natural o emergències en general, és possible emprar equipaments que puguin fer anar les persones. Directament o amb energia acumulada.
- Aparell receptor de radio amb mecanisme de corda.
- Làmpada elèctrica carregada manualment.
- Cambra hiperbàrica inflable, operada amb energia humana.
  - Els pacients afectats pel mal d'altura, un període de respiració amb aire lleugerament comprimit (dins d'una mena de tenda inflada) pot efectuar-se sense necessitat d`haver-los de baixar d'altitud.
- Bomba pneumàtica de pedal per a inflar bots salvavides